# Heinrich Focke
Heinrich Focke, nemški letalski pionir in konstruktor, * 8. oktober 1890, Bremen (Nemško cesarstvo) † 25. februar 1979, Bremen.

## Življenjepis
Heinrich Focke je že zgodaj pokazal zanimanje za letalstvo, predvsem pa ga je zanimala letalska konstrukcija. Začel je z jadralnim letalom, ki ga je sestavil leta 1909. Leto kasneje je s prijateljem sestavil prvo motorno letalo, ki sta ga poimenovala Kolthoff-Focke A III. Letalo je imelo sicer prešibak motor, da bi poletelo, vendar mlada konstruktorja nista odnehala. Izdelala sta nov model, A IV, ki je prvič poletel leta 1912. 
Po tem uspehu se je Heinrich povezal z drugim mladim nemškim letalskim konstruktorjem, Georgom Wulfom, s katerim sta leta 1914 izdelala letalo Focke-Wulf A VI.
Po prvi svetovni vojni sta nadaljevala z delom in izboljšala svoj prvi skupni model, ki sta mu namestila močnejši motor in tako izdelala letalo Focke-Wulf A VII. V letu 1923 sta skupaj s še enim nemškim konstruktorjem, Wernerjem Neumannom, ustanovila podjetje Focke-Wulf. Heinrich je sicer podjetje zapustil leta 1937, a je le-to obdržalo njegov priimek v imenu. 
Heinrich, ki ga je od nekdaj zanimala možnost drugačnih oblik letenja se je isto leto združil z Gerdom Achgelisom, s katerim sta ustanovila podjetje Focke Achgelis, ki se je specializiralo za helikopterje. Ti so bili Heinrichova strast že iz časov, ko je bil še v prejšnjem podjetju. Že leta 1932 je izdelal prvi model helikopterja, z Gerdom Achgelisom pa sta izdelala prvi prototip že leta 1936. Helikopter z imenom Focke-Achgelis Fa 61 je prvič poletel 26. junija 1936, v zrak pa ga je popeljal preizkusni pilot Ewald Rohlfs.
Naslednji helikopter, ki ga je skonstruiral Heinrich Focke je bil Focke-Achgelis Fa 223 Drache, ki je prvič poletel leta 1940. Izdelali so 17 prototipov in en serijski primerek, nato pa se je produkcija ustavila zaradi zavezniškega bombardiranja tovarne. Nekaj prototipov je preživelo drugo svetovno vojno, eden izmed njih pa je postal tudi prvi helikopter, ki je preletel Rokavski preliv. 
Po vojni je Focke nekaj časa živel v Angliji in Braziliji, leta 1954 pa se je zaposlil kot profesor na visoki tehnični šoli v Stuttgartu. 
Umrl je v Bremnu v starosti 89 let.